# À quoi bon jurer ?
À quoi bon jurer ? est une œuvre autobiographique de Georges Simenon, publiée pour la première fois le 16 juin 1979 aux Presses de la Cité. 
L'œuvre est dictée à Glion (clinique Valmont), du 22 juin au 22 juillet 1977 et révisée le 6 août 1977.
Elle fait partie de ses Dictées.